# Steve Elkington

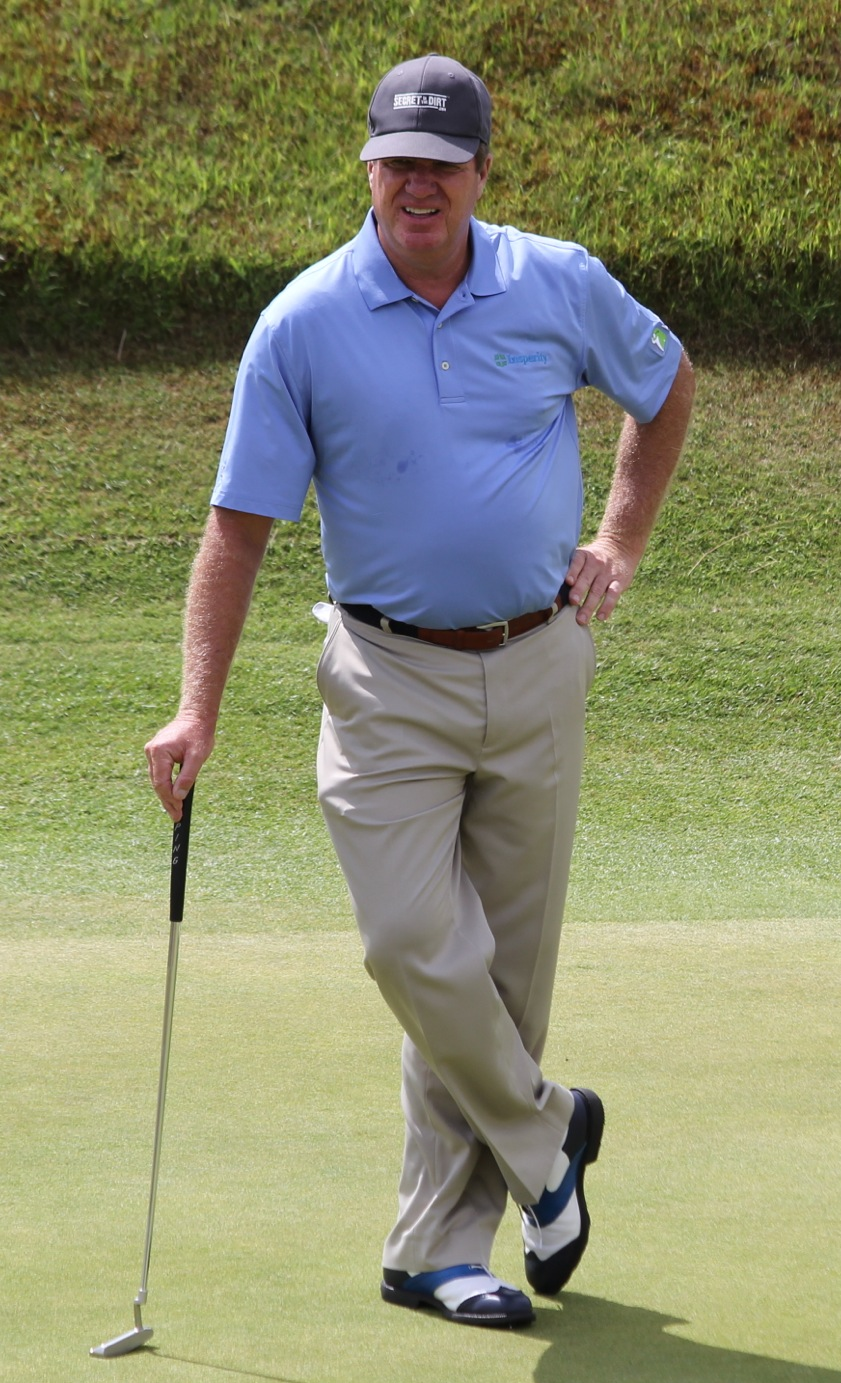

Steve Elkington, född 8 december 1962 i Inverell i Australien, är en professionell golfspelare på den amerikanska PGA-touren.
I mitten av februari 2005 hade Elkington vunnit tio tävlingar på PGA-touren, däribland 1995 års PGA Championship, vilket är hans enda majorseger. Han har dessutom vunnit The Players Championship två gånger, 1991 och 1997.
Elkington var medlem i det internationella laget i Presidents Cup 1994, 1996, 1998 och 2000.

## Meriter

### Majorsegrar
- 1995 PGA Championship

### Segrar på PGA-touren
- 1990 KMart Greater Greensboro Open
- 1991 The Players Championship
- 1992 Infiniti Tournament of Champions
- 1994 Buick Southern Open
- 1995 Mercedes Championships
- 1997 Doral-Ryder Open, The Players Championship
- 1998 Buick Challenge
- 1999 Doral-Ryder Open

### Övriga segrar
- 1992 Australian Open (PGA Tour of Australasia)
- 1993 Franklin Templeton Shootout (med Raymond Floyd)
- 1995 Franklin Templeton Shootout (med Mark Calcavecchia)
- 1996 Honda Invitational (Asian Tour)
- 1997 Diners Club Matches (med Jeff Maggert)
- 1998 Franklin Templeton Shootout (med Greg Norman)